# Nikanor ze Stagiry
Nikanor ze Stagiry (zm. 318/317 p.n.e.) – dowódca floty Aleksandra Wielkiego. Po zdobyciu Indii stał się zarządcą tych terytoriów. Po śmierci Aleksandra brał udział w walkach diadochów po stronie Antygonosa.
Zginął zamordowany z rozkazu Kassandra.